# Ri Su-yong
Ri Su-yong, auch bekannt als Ri Chol und Kim Su-yong, (* 15. Juni 1940 in der Provinz Hamgyŏng-namdo) ist ein nordkoreanischer Diplomat und Politiker (PdAK), welcher von April 2014 bis Mai 2016 Außenminister Nordkoreas war.

## Werdegang
Ri Su-yong vertrat Nordkorea in den 1980er Jahren bei den Vereinten Nationen in Genf und war in den 1990er Jahren Botschafter in der Schweiz.
Von April 2014 bis Mail 2016 war Ri Außenminister Nordkoreas. Er wurde in der ersten Sitzung der 13. Obersten Volksversammlung im Jahr auf diesen Posten ernannt und ersetzte seinen Vorgänger Pak Ui-chun.
2014 nahm Ri an der Generalversammlung der Vereinten Nationen (UNGA) teil, wo unter anderem in einem Untersuchungsausschuss die Menschenrechte in Nordkorea besprochen wurden. Ri war der erste nordkoreanische Außenminister seit 15 Jahren, der wieder an der UNGA teilnahm. Dies zeigt, wie ernst Nordkorea den Untersuchungsausschuss und die Vorwürfe nahm. Zuvor waren es Kim Yong-nam (1992) und Paek Nam-sun (1999). Anlässlich des 70-jährigen Bestehen der UNGA nahm Ri 2015 erneut daran teil. In seiner Rede forderte er die Vereinigten Staaten auf, den anhaltenden Waffenstillstand durch einen Friedensvertrag zu ersetzen und nannte dies eine „dramatische Verbesserung“. Des Weiteren sagte er, dass Nordkorea bereit sei einen „konstruktiven Dialog“ zu führen, um einen weiteren Konflikt mit Südkorea zu verhindern, wenn die USA einen Friedensvertrag unterzeichnet. Dieses Angebot nannte er „die beste Option, die wir uns leisten können“.
Am 18. Juni 2014 traf sich Ri in Damaskus mit dem syrischen Präsidenten Baschar al-Assad. An dem Treffen nahmen zivile und militärische Mitglieder der Delegation von Ri, der nordkoreanische Botschafter in Syrien Jang Myong-ho, der syrische Außenminister Walid al-Muallim, der stellvertretende syrische Außenminister Faisal al-Miqdad und die Direktorin der Asienabteilung des syrischen Außenministeriums Nadra Assaf teil. Laut der Syrian Arab News Agency (SANA) sollte das Treffen die „ständige Zusammenarbeit zwischen Syrien und Nordkorea in verschiedenen Bereichen, insbesondere die wirtschaftliche Entwicklung und den Wiederaufbauprozess, stärken“.

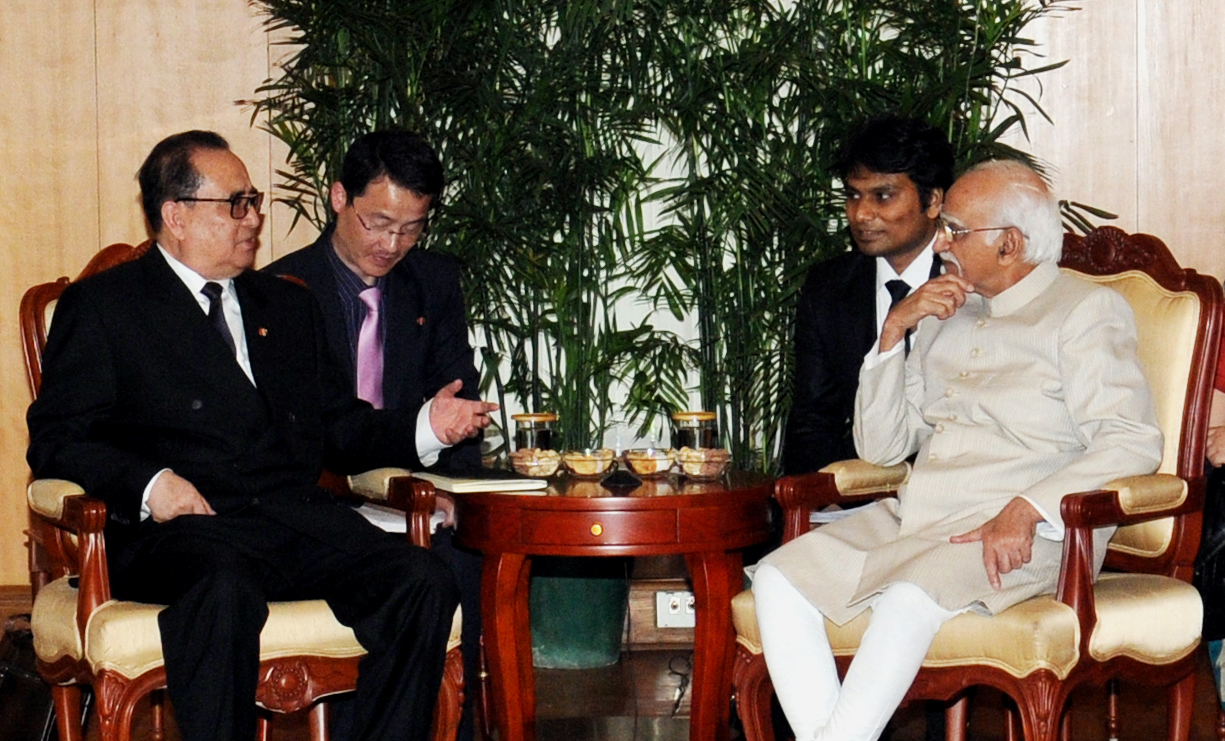
Ri Su-yong trifft sich mit dem indischen Vizepräsidenten Mohammad Hamid Ansari (13. April 2015)

Im April 2015 besuchte Ri als erster nordkoreanischer Außenminister seit mindestens 25 Jahren Indien. Dort traf er sich mit der indischen Außenministerin Sushma Swaraj, um mit ihr das nordkoreanische Atomprogramm und die regionalen Sicherheitsfragen zu besprechen. Des Weiteren traf er sich dort mit dem indischen Vizepräsidenten Mohammad Hamid Ansari. Es ist möglich, dass Ri nach indischer Wirtschaftshilfe oder verstärktem Handel suchte. Indien hatte im Jahr 2011 im Rahmen des Welternährungsprogramms der Vereinten Nationen 1 Million US-Dollar bereitgestellt.
Im Mai 2016 wurde Ri Su-yong von Ri Yong-ho als Außenminister abgelöst. Dieser Wechsel erfolgte am 7. Parteitag der PdAK. Dort wurde Ri Su-yong zum stellvertretenden Vorsitzen des 7. Zentralkomitees, als vollwertiges Mitglied des Politbüros und zum Direktor der Abteilung für internationale Beziehungen der Arbeiterpartei Koreas gewählt. 2017 wurde Ri zum Vorsitzenden der diplomatischen Kommission der Obersten Volksversammlung gewählt.

## Persönliches
Ri wurde 1940 in der Provinz Hamgyŏng-namdo im von Japan besetzten Korea geboren. Er ging auf die Mangyŏngdae Revolutionary Schule und studierte später an der Kim Il-sung Universität und an der Universität für Wissenschaft und Technik Pjöngjang. Ri soll in Zusammenarbeit mit anderen Menschen innovativ, aufgeschlossen und ergebnisorientiert sein.
Ri war Kim Jong-ils Klassenkamerad und Freund. Während seiner Karriere nahm er viele persönlichen und finanziellen Hilfen von Kim in Anspruch und verwaltete seine Schweizer Bankkonten. Ri schützte auch Kims Kinder, Kim Jong-un und Kim Yo-jong, als diese an einer internationalen Schule in der Schweiz studierten.